# Beauty Behind the Madness
Beauty Behind the Madness ist das zweite Studioalbum des kanadischen Musikers The Weeknd. Es erschien im August 2015 bei Republic Records und XO.

## Entstehung und Veröffentlichung
Die Erstveröffentlichung von Beauty Behind the Madness erfolgte am 28. August 2015 bei Republic Records und XO. Das Album erschien in seiner Originalausführung als CD, Download und Streaming mit 14 Titeln (Katalognummer: 06025 4750330). Am 22. Januar 2016 erschien erstmals eine LP-Ausführung (Katalognummer: 06025 4750336). Am 16. März 2016 erschien eine Sonderausgabe in Japan mit drei Bonustitel (Katalognummer: UICU-9082).
Geschrieben wurden alle Lieder vom Interpreten selbst, zusammen mit wechselnden Koautoren. The Weeknd zeichnete darüber hinaus auch für Teile der Produktion verantwortlich, die ebenfalls durch wechselnde Produzenten erfolgte.

## Titelliste
1. Real Life – 3:43
2. Losers (feat. Labrinth) – 4:41
3. Tell Your Friends – 5:34
4. Often – 4:11
5. The Hills – 4:04
6. Acquainted – 5:48
7. Can’t Feel My Face – 3:36
8. Shameless – 4:13
9. Earned It – 4:37
10. In the Night – 3:55
11. As You Are – 5:40
12. Dark Times (feat. Ed Sheeran) – 4:20
13. Prisoner (feat. Lana Del Rey) – 4:34
14. Angel – 6:17

Bonustitel (Japanese Edition)
1. Can't Feel My Face (Martin Garrix Remix) – 4:12
2. The Hills (feat. Eminem) – 4:23
3. The Hills (feat. Nicki Minaj) – 4:02

## Singleauskopplungen
| Jahr | Titel              | Höchstplatzierung, Gesamtwochen, AuszeichnungChartplatzierungen (Jahr, Titel, , Platzierungen, Wochen, Auszeichnungen, Anmerkungen) | Höchstplatzierung, Gesamtwochen, AuszeichnungChartplatzierungen (Jahr, Titel, , Platzierungen, Wochen, Auszeichnungen, Anmerkungen) | Höchstplatzierung, Gesamtwochen, AuszeichnungChartplatzierungen (Jahr, Titel, , Platzierungen, Wochen, Auszeichnungen, Anmerkungen) | Höchstplatzierung, Gesamtwochen, AuszeichnungChartplatzierungen (Jahr, Titel, , Platzierungen, Wochen, Auszeichnungen, Anmerkungen) | Höchstplatzierung, Gesamtwochen, AuszeichnungChartplatzierungen (Jahr, Titel, , Platzierungen, Wochen, Auszeichnungen, Anmerkungen) | Höchstplatzierung, Gesamtwochen, AuszeichnungChartplatzierungen (Jahr, Titel, , Platzierungen, Wochen, Auszeichnungen, Anmerkungen) | Höchstplatzierung, Gesamtwochen, AuszeichnungChartplatzierungen (Jahr, Titel, , Platzierungen, Wochen, Auszeichnungen, Anmerkungen) | Anmerkungen                                                                               |
| Jahr | Titel              | DE | AT | CH | UK | US | R&B | CA | Anmerkungen                                                                               |
| --- | ------------------ | --- | --- | --- | --- | --- | --- | --- | ----------------------------------------------------------------------------------------- |
| 2014 | Often              | DE— GoldDE | — | — | UK65 Platin · (3 Wo.)UK | US59 ×4Vierfachplatin · (20 Wo.)US                                                                                                  | R&B15 (27 Wo.)R&B | CA— ×3DreifachplatinCA | Erstveröffentlichung: 31. Juli 2014 Verkäufe: + 5.904.000                                 |
| 2014 | Earned It          | DE17 Platin · (24 Wo.)DE | AT21 (20 Wo.)AT | CH7 (38 Wo.)CH | UK4 ×2Doppelplatin · (42 Wo.)UK | US3 Diamant · (43 Wo.)US | R&B1 (31 Wo.)R&B | CA7 ×6Sechsfachplatin · (29 Wo.)CA                                                                                                  | Erstveröffentlichung: 23. Dezember 2014 Verkäufe: + 14.107.000                            |
| 2015 | The Hills          | DE10 ×3Dreifachgold · (50 Wo.)DE | AT31 (34 Wo.)AT | CH23 (34 Wo.)CH | UK3 ×4Vierfachplatin · (57 Wo.)UK                                                                                                   | US1 Diamant + Platin · (48 Wo.)US                                                                                                   | R&B1 (44 Wo.)R&B | CA1 Diamant · (38 Wo.)CA | Erstveröffentlichung: 25. Mai 2015 Verkäufe: + 17.638.200                                 |
| 2015 | Can’t Feel My Face | DE14 Platin · (41 Wo.)DE | AT14 (35 Wo.)AT | CH8 (39 Wo.)CH | UK3 ×3Dreifachplatin · (54 Wo.)UK                                                                                                   | US1 Diamant · (41 Wo.)US | R&B1 (28 Wo.)R&B | CA1 Diamant · (42 Wo.)CA | Erstveröffentlichung: 5. Juni 2015 Verkäufe: + 15.760.000                                 |
| 2015 | In the Night       | DE72 (9 Wo.)DE | — | CH67 (5 Wo.)CH | UK48 Gold · (11 Wo.)UK | US12 ×3Dreifachplatin · (20 Wo.)US                                                                                                  | R&B3 (23 Wo.)R&B | CA5 ×2Doppelplatin · (16 Wo.)CA | Erstveröffentlichung: 2. November 2015 Verkäufe: + 3.887.500                              |
| 2015 | Acquainted         | — | — | — | UK90 Silber · (1 Wo.)UK | US60 ×4Vierfachplatin · (18 Wo.)US                                                                                                  | R&B21 (31 Wo.)R&B | CA— PlatinCA | Erstveröffentlichung: 17. November 2015 Verkäufe: + 4.425.000                             |
| Folgende Lieder erschienen nicht als Single, wurden aber durch das Album zum Download und Streaming bereitgestellt und konnten somit eine Platzierung erlangen: |                    | | | | | | | |                                                                                           |
| |                    | | | | | | | |                                                                                           |
| 2015 | Tell Your Friends  | — | — | — | UK74 Silber · (2 Wo.)UK | US54 Platin · (3 Wo.)US | R&B19 (12 Wo.)R&B | CA— GoldCA | Videoauskopplung: 24. August 2015 Charteinstieg: 10. September 2015 Verkäufe: + 1.240.000 |
| 2015 | Angel              | — | — | — | — | — | R&B38 (3 Wo.)R&B | CA— GoldCA | Charteinstieg: 10. September 2015 Verkäufe: + 40.000                                      |
| 2015 | As You Are         | — | — | — | — | — | R&B42 (1 Wo.)R&B | CA— GoldCA | Charteinstieg: 10. September 2015 Verkäufe: + 40.000                                      |
| 2015 | Real Life          | — | — | — | UK72 (2 Wo.)UK | US62 (2 Wo.)US | R&B23 (5 Wo.)R&B | CA— GoldCA | Charteinstieg: 10. September 2015 Verkäufe: + 75.000                                      |
| 2015 | Prisoner           | — | — | — | UK78 (1 Wo.)UK | US47 Platin · (3 Wo.)US | R&B16 (4 Wo.)R&B | CA22 Gold · (1 Wo.)CA | Charteinstieg: 19. September 2015 Verkäufe: + 1.075.000; feat. Lana Del Rey               |
| 2015 | Losers             | — | — | — | UK91 (1 Wo.)UK | US85 (1 Wo.)US | R&B31 (3 Wo.)R&B | — | Charteinstieg: 19. September 2015 feat. Labrinth                                          |
| 2015 | Dark Times         | — | — | — | UK92 Silber · (2 Wo.)UK | US91 Platin · (3 Wo.)US | R&B33 (6 Wo.)R&B | CA— GoldCA | Charteinstieg: 19. September 2015 Verkäufe: + 1.270.000; feat. Ed Sheeran                 |
| 2015 | Shameless          | — | — | — | — | US79 Platin · (2 Wo.)US | R&B27 (3 Wo.)R&B | CA— GoldCA | Charteinstieg: 19. September 2015 Verkäufe: + 1.075.000                                   |

## Rezeption

### Rezensionen
Die E-Zine Laut.de bewertete Beauty Behind the Madness mit drei von möglichen fünf Punkten. Aus Sicht des Redakteurs Florian Peking lege The Weeknd seine „geheimnisvolle Aura […] weitgehend ab“ und gehe einen „Schritt in Richtung Mainstream.“ Dabei gesellen sich zu dem „klassische[n] atmosphärische[n] The Weeknd-Sound […] poppigere Nummern.“ Die Stimme des Musikers habe „seine ganz eigene Farbe“, überrasche „an vielen Stellen mit Variation und Steigerung“ sowie überzeuge besonders „in den hohen Tonlagen […] dermaßen, dass sich immer wieder [der] Vergleich mit Michael Jackson“ aufdränge. Mit Ed Sheeran und Lana Del Rey habe er „zwei ähnlich fähige Stimmakrobaten“ als Gastmusiker gewinnen können. Die Produktionen des Albums beginnen „oftmals subtil und breite[n] sich dann gemeinsam mit der Stimme des Interpreten zur opulenten Gefühlsentfaltung aus.“

### Bestenliste
In der Liste der besten „Hip Hop-Alben des Jahres“ 2015 von Laut.de wurde Beauty Behind the Madness auf Rang 8 platziert. The Weeknd, der „von Beginn an unter der Hip Hop-Flagge“ gesungen habe, melde mit seinem zweiten Album „Anspruch auf das Erbe von Jacko und Prince an.“ Durch „Elektro-Brummer, Club-Banger [und] 80er Pop-Rock“ verleihe er „allen Songs das gewisse Etwas.“

## Kommerzieller Erfolg

### Chartplatzierungen
Beauty Behind the Madness avancierte zum Nummer-eins-Album in Australien, Kanada, Norwegen, Schweden, den Vereinigten Staaten und dem Vereinigten Königreich. Im deutschsprachigen Raum belegte es Top-10-Platzierungen.
| ChartsChartplatzierungen       | Höchstplatzierung | Wochen |
| ------------------------------ | ----------------- | ------ |
| Deutschland (GfK)              | 7 (22 Wo.)        | 22     |
| Kanada (MC)                    | 1 (… Wo.)         | …      |
| Österreich (Ö3)                | 7 (4 Wo.)         | 4      |
| Schweiz (IFPI)                 | 4 (22 Wo.)        | 22     |
| Vereinigte Staaten (Billboard) | 1 (334 Wo.)       | 334    |
| Vereinigtes Königreich (OCC)   | 1 (103 Wo.)       | 103    |

| ChartsJahrescharts (2015)      | Platzierung |
| ------------------------------ | ----------- |
| Vereinigte Staaten (Billboard) | 13          |
| Vereinigtes Königreich (OCC)   | 26          |

| ChartsJahrescharts (2016)      | Platzierung |
| ------------------------------ | ----------- |
| Vereinigte Staaten (Billboard) | 9           |
| Vereinigtes Königreich (OCC)   | 37          |

| ChartsJahrescharts (2017)      | Platzierung |
| ------------------------------ | ----------- |
| Vereinigte Staaten (Billboard) | 47          |

| ChartsJahrescharts (2018)      | Platzierung |
| ------------------------------ | ----------- |
| Vereinigte Staaten (Billboard) | 86          |

| ChartsJahrescharts (2019)      | Platzierung |
| ------------------------------ | ----------- |
| Vereinigte Staaten (Billboard) | 123         |

| ChartsJahrescharts (2020)      | Platzierung |
| ------------------------------ | ----------- |
| Vereinigte Staaten (Billboard) | 97          |

| ChartsJahrescharts (2024)      | Platzierung |
| ------------------------------ | ----------- |
| Vereinigte Staaten (Billboard) | 183         |

### Auszeichnungen für Musikverkäufe
| Land/Region                  | Auszeichnungen für Musikverkäufe (Land/Region, Auszeichnung, Verkäufe) | Verkäufe  |
| ---------------------------- | ---------------------------------------------------------------------- | --------- |
| Australien (ARIA)            | 2× Platin                                                              | 140.000   |
| Brasilien (PMB)              | Platin                                                                 | 40.000    |
| Chile (IFPI)                 | Platin                                                                 | 10.000    |
| Dänemark (IFPI)              | 5× Platin                                                              | 100.000   |
| Deutschland (BVMI)           | Gold                                                                   | 100.000   |
| Finnland (IFPI)              | 2× Platin                                                              | 40.000    |
| Italien (FIMI)               | Gold                                                                   | 25.000    |
| Kanada (MC)                  | 7× Platin                                                              | 560.000   |
| Mexiko (AMPROFON)            | 3× Gold                                                                | 90.000    |
| Neuseeland (RMNZ)            | 3× Platin                                                              | 45.000    |
| Norwegen (IFPI)              | Gold                                                                   | 5.000     |
| Österreich (IFPI)            | Gold                                                                   | 7.500     |
| Polen (ZPAV)                 | Platin                                                                 | 20.000    |
| Schweden (IFPI)              | Platin                                                                 | 40.000    |
| Singapur (RIAS)              | Gold                                                                   | 5.000     |
| Thailand (TECA)              | Gold                                                                   | 5.000     |
| Vereinigte Staaten (RIAA)    | 6× Platin                                                              | 6.000.000 |
| Vereinigtes Königreich (BPI) | 2× Platin                                                              | 600.000   |
| Insgesamt                    | 7× Gold · 32× Platin ·                                                 | 7.832.500 |

Hauptartikel: The Weeknd/Auszeichnungen für Musikverkäufe